# InVogue Records
La InVogue Records è una casa discografica con sede a Findlay, Ohio.

## Storia
È stata fondata da Nick Moore, cantante dei Before Their Eyes nel 2009. Nell'autunno del 2011 InVogue Records ha firmato un accordo di distribuzione con l'Independent Label Group (di proprietà della Warner Music Group) e con l'Alternative Distribution Alliance.

## Artisti e gruppi
- Akissforjersey
- Being as an Ocean
- Boys of Fall
- Dayseeker
- Famous Last Words
- Hawthorne Heights
- Helia
- Hotel Books
- InDirections
- JT Woodruff
- Kingdom of Giants
- Let It Happen
- Liferuiner
- Restless Streets
- Shreddy Krueger
- Sienna Skies
- That's Outrageous!
- The Bad Chapter
- The Illumination
- Until We Are Ghosts
- Whether, I
- Worthwhile